# سوپر جام فوتبال ایران ۱۴۰۲
سوپر جام فوتبال ایران ۱۴۰۲ نهمین دورهٔ مسابقهٔ سوپر جام فوتبال ایران است که قرار بود میان قهرمان لیگ برتر ۰۲–۱۴۰۱ و قهرمان جام حذفی ۰۲–۱۴۰۱ توسط فدراسیون فوتبال ایران برگزار شود ولی به‌خاطر قهرمانی پرسپولیس در لیگ برتر و جام حذفی، پرسپولیس قهرمان نهمین دورهٔ سوپر جام فوتبال ایران و موفق به کسب سه‌گانه شد. جام قهرمانی این دوره، در ۱۶ مهر ۱۴۰۲ پس از پایان یافتن بازی پرسپولیس و گل گهر در هفته نهم لیگ برتر فوتبال ایران ۰۳–۱۴۰۲، در ورزشگاه آزادی تهران به پرسپولیس اهدا شد.

## باشگاه‌ها
| تیم      | عنوان                                                                     | دیدارهای پیشین (اعداد پررنگ نشان‌دهنده قهرمانی) |
| -------- | ------------------------------------------------------------------------- | ---------------------------------------------- |
| پرسپولیس | قهرمان لیگ برتر فوتبال ایران ۰۲–۱۴۰۱ قهرمان جام حذفی فوتبال ایران ۰۲–۱۴۰۱ | ۵ مرتبه (۱۳۹۶، ۱۳۹۷، ۱۳۹۸، ۱۳۹۹، ۱۴۰۰)         |

## قهرمان
| قهرمان سوپرجام فوتبال ایران ۱۴۰۲ |
| -------------------------------- |
| پرسپولیس                         |
| پنجمین قهرمانی                   |